# Gwandu
Gwandu est une localité, une zone de gouvernement local et un émirat de l'État de Kebbi au Nigeria,.

## Géographie
La localité est située à l'est de Birnin Kebbi.

## Histoire
Le nom Gwandu dérive du mot haoussa gandu, qui signifie : terres agricoles royales. Au XIXe siècle, la ville devient un important centre du pouvoir du Califat de Sokoto. Le mur d'enceinte de la cité est construit en 1806 par Mohammed Bello.

## Source
- (en) Cet article est partiellement ou en totalité issu de l’article de Wikipédia en anglais intitulé « Gwandu » (voir la liste des auteurs).